# Dreischor

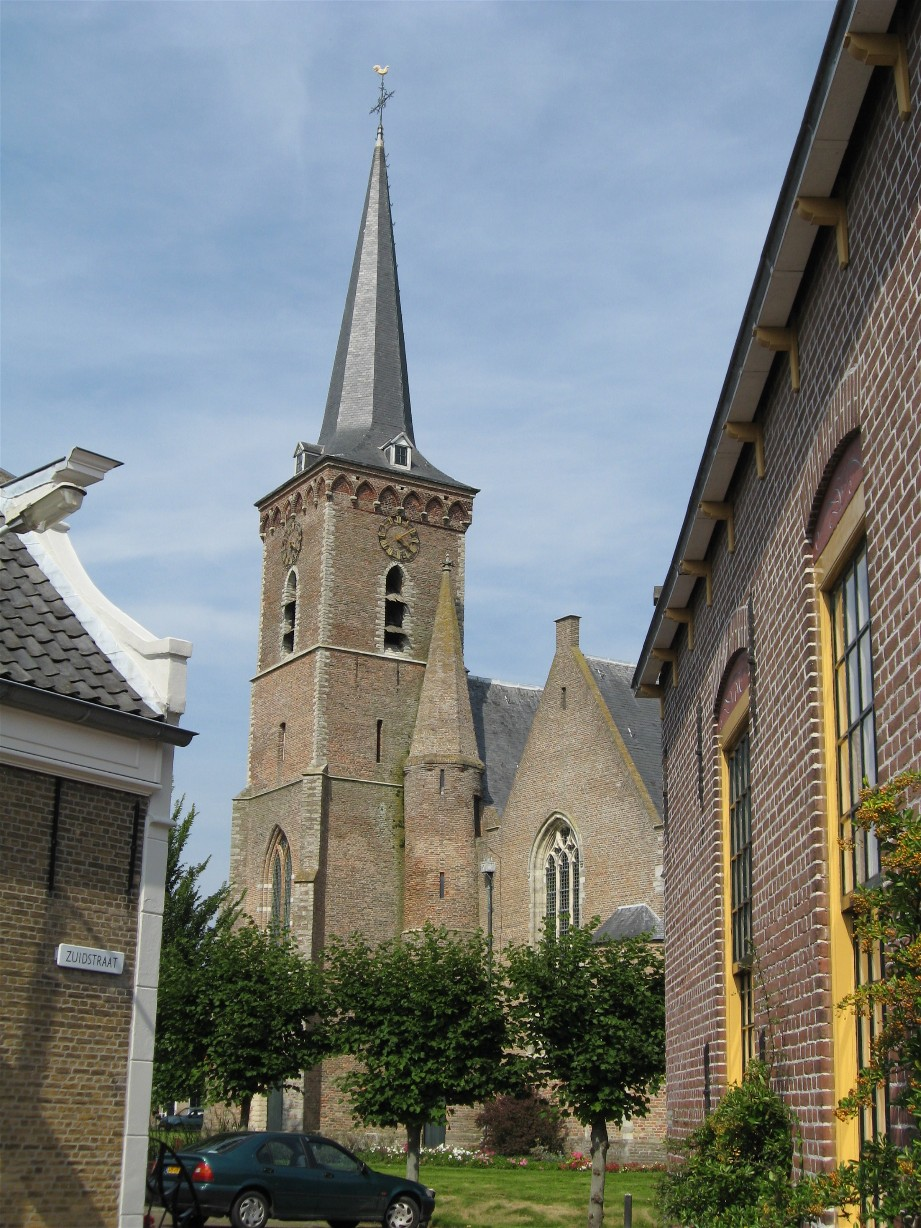
Die Adriaanskerk in Dreischor

Dreischor (seeländisch Dreister) auf Schouwen-Duiveland ist eines der am besten erhaltenen unter den 15 Ringdörfern (Ringdorp, auch Kerkringdorp – Kirchenringdorf genannt) in der niederländischen Provinz Zeeland. Das Dorf hat 965 Einwohner (Stand: 1. Januar 2024). Die Dorfansicht steht unter Denkmalschutz.
Die älteste Erwähnung des Ortes stammt aus dem Jahre 1206. Während seiner Blütezeit war Dreischor das Zentrum der Flachsindustrie und Anbaugebiet für Färberröte. Der nahe Weiler Beldert diente Dreischor als Hafen.
In der Dorfmitte steht die zweischiffige, restaurierte Sint Adrianuskerk, die eine der schönsten Grabkapellen der Niederlande aufweist. Ihr Turm sank schon während des Baus, im 15. Jahrhundert, ab. Die Erbauer korrigierten dies, aber der Turm wirkt noch heute etwas krumm. Am Ring stehen historische Gebäude. Das ehemalige Rathaus mit seinem Treppengiebel stammt von 1637. Ein Beschlag- oder Zwangsstand, zum Beschlagen der Pferde, steht vor der ehemaligen Schmiede.
Der Polder von Dreischor war 150 Jahre eine kleine Insel, die von der Sonnemare und dem Fluss Gouwe gebildet wurde, der Schouwen und Duiveland trennte. Erst durch Einpolderung wurde Dreischor mit Schouwen verbunden.
Im Mittelalter erhielt Dreischor das Recht, im nahe gelegenen Beldert einen Pferdemarkt abzuhalten. Die Einwohner wurden dazu verpflichtet, ihre landwirtschaftlichen Produkte von hier zu verschiffen. Da Beldert am Dijkwater lag, das eine direkte Verbindung zum Grevelingen hatte, wurde eine Schifffahrtslinie nach Rotterdam eingerichtet. Die Flutkatastrophe von 1953 bereitete allem ein Ende. Bei Beldert liegen heute die noch jungen Weingärten von Schouwen-Duiveland.
Bis zur Agathenflut im Jahre 1288 lagen Dreischor und Sirjansland auf demselben Polder. Die neue Verbindung mit Sirjansland auf Duiveland entstand erst nach der Flutkatastrophe von 1953, als das Dijkwater eingedeicht wurde und sich in ein einzigartiges Naturschutzgebiet verwandelte. Am Molenweg, in Richtung Sirjansland, liegt der „gemauerte Grundsegler“ Aeolus, eine restaurierte Mühle.